# Punchao (Huánuco)
Punchao es una localidad peruana, cabecera del distrito homónimo en la región andina del departamento de Huánuco.

## Toponimia
El nombre proviene del vocablo quechua Punchau, que durante en el Imperio del Tawantinsuyo era una imagen del Sol que cubría el templo del Qoricancha.

## Localización geográfica

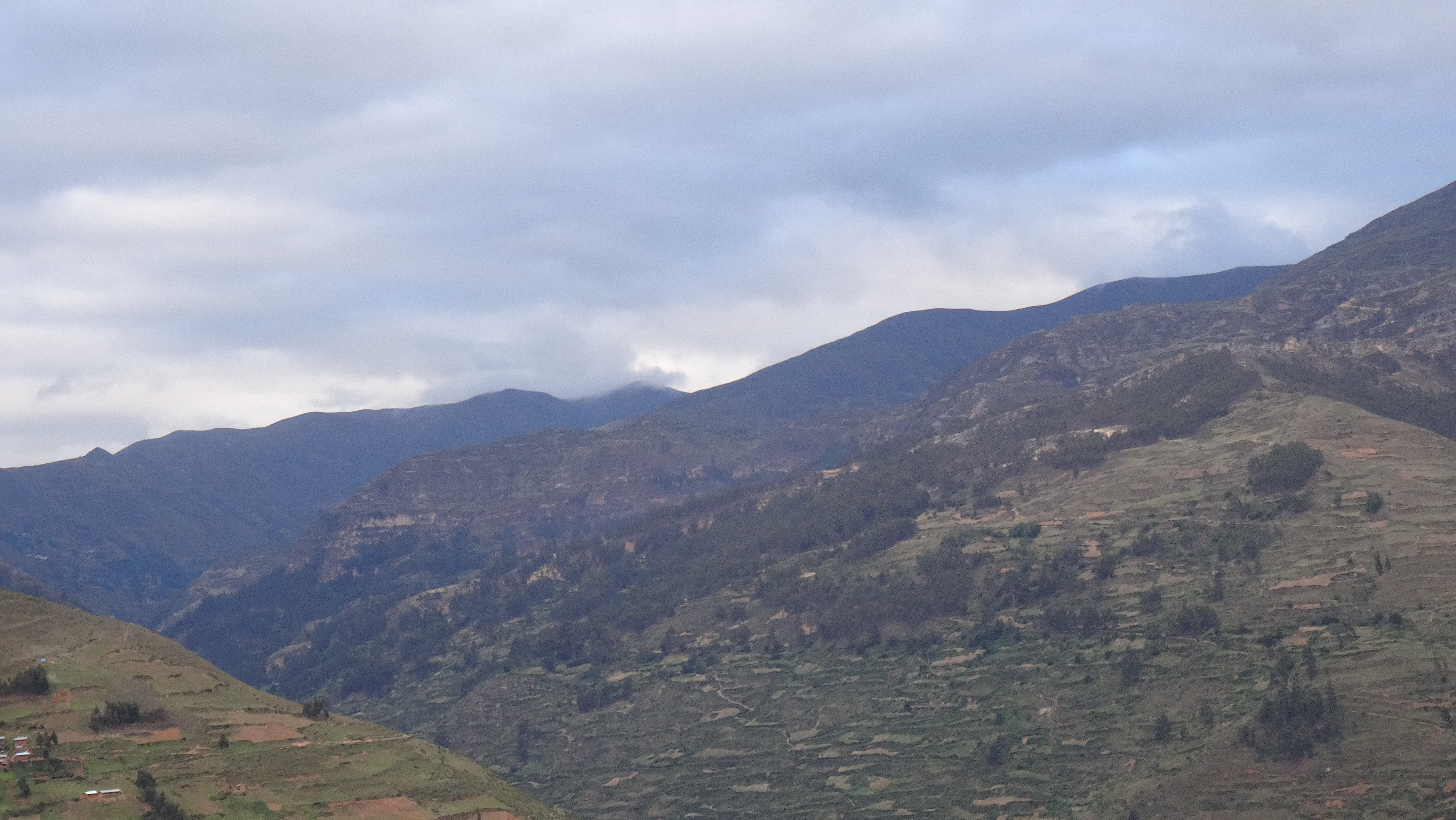
El plano inclinado de la ciudad de Punchao sobre el río Pucroj, visto desde el margen este del río Marañón.

Se emplaza en una meseta inclinada en sentido suroeste - noreste, a una altitud promedio de 3541 m s. n. m. en el margen oeste del Alto Marañón correspondiente al distrito de Punchao en la provincia de Huamalíes del departamento de Huánuco. Esta meseta se emplaza en la parte superior de la quebrada del río Pucroj, el cual desciende hasta desembocar en el río Marañón.

## Clima
Por su altitud el clima es templado frígido propio de la ecorregión Suni el cual es subalpino. La estación lluviosa (invierno) con precipitaciones de lluvia y granizo es desde los meses de octubre hasta marzo y la estación seca (verano) es desde los meses de mayo hasta agosto.
Durante las horas diurnas si el cielo esta despejado el brillo solar es muy intenso y a causa la sequedad atmosférica presente la diferencia de temperatura entre la intemperie y el interior es grande. En horas del atardecer la temperatura desciende siendo la noche fría.

## Descripción urbanística
Por la naturaleza inclinada de la meseta la ciudad tiene un emplazamiento inclinado en el mismo sentido de la meseta, mientras que las avenidas en sentido sureste - noroeste son de pendiente horizontal.